# Steffen Meuer
Steffen Meuer (* 6. Dezember 1999 in Dernbach) ist ein deutscher Fußballspieler. Der Stürmer steht seit Juli 2024 beim MSV Duisburg unter Vertrag.

## Karriere
Meuer spielte in seiner Jugend für die Eisbachtaler Sportfreunde. Der Verein übernahm den Spieler 2018 in die erste Mannschaft. Meuer wurde mit dem Verein aus dem Westerwald in der Saison 2018/19 Meister der Rheinlandliga und stieg in die fünftklassige Oberliga Rheinland-Pfalz/Saar auf. Für die erste Mannschaft der Eisbachtaler Sportfreunde erzielte Meuer in 56 Einsätzen 30 Tore, davon 22 in der Aufstiegssaison. 
In der Saison 2020/21 spielte Steffen Meuer für die zweite Mannschaft der Fortuna Düsseldorf in der viertklassigen Regionalliga West. In 36 Spielen erzielte Meuer 14 Tore. Zur Saison 2021/12 wechselte Meuer zum Ligakonkurrenten Borussia Mönchengladbach II. In zwei Spielzeiten für die zweite Mannschaft der Fohlen wurde Meuer in 67 Spielen eingesetzt. Er erreichte 29 Scorerpunkte, 19 davon waren Tore.
Im Sommer 2023 wechselte Meuer zum Drittligisten FC Erzgebirge Aue. Bereits am ersten Spieltag absolvierte er sein erstes Profispiel für die Veilchen.
Im Sommer 2024 wechselte Meuer zurück in die Regionalliga West zum MSV Duisburg.

## Erfolge
- Meister der Regionalliga West 2025 und Aufstieg in die 3. Liga (mit dem MSV Duisburg)